# 赫沃采瓦托夫卡农村居民点
赫沃采瓦托夫卡农村居民点（俄语：Хвощеватовское сельское поселение）是俄罗斯联邦沃罗涅日州下杰维茨克区所属的一个农村居民点。其下辖有6个居民点，行政中心为库丘古罗夫斯基农场。据2016年统计，该农村居民点的人口为744人。